# 易順豫
易順豫（?—?），字由甫，湖南省常德府龍陽縣人，清朝政治人物、同進士出身。

## 生平
光緒二十九年（1903年），参加光緒癸卯科殿試，登進士三甲第13名。同年閏五月，以主事分部学习。
曾任江西吉安知府。曾任輔仁大學教授。

## 家族
易順鼎弟，易君左叔父。